# 湖山岩 (普宁)
湖山岩，位于中国广东省揭阳市普宁市燎原镇夏地村，又称湖山禅寺，为普宁市的一个市级文物保护单位，类型为古建筑，公布时间为1961年。
湖山岩的历史年代为清代。